# Fusil d'infanterie 1863
Le Fusil d'infanterie 1863 était le premier fusil militaire à chargement par bouche de l'armée Suisse à comporter un canon rayé. Il fut remplacé en 1869 par le Fusil Vetterli modèle 1869/70.